# Повітряне бойове маневрування

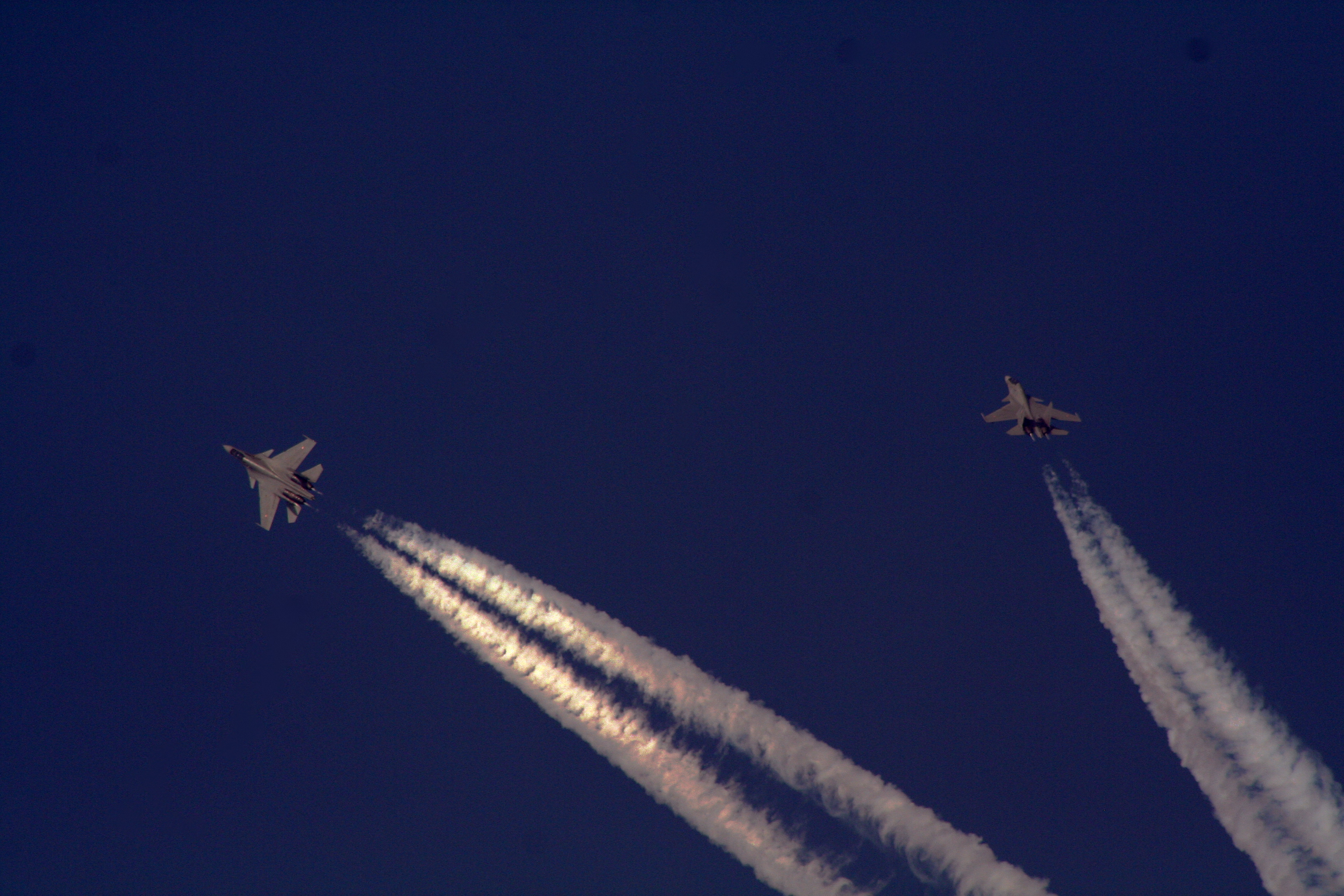
Су-30МКІ ВПС Індії під час маневру Thach Weave.

Маневрування в повітряному бою (відоме також як ACM або повітряний бій) — це тактичне мистецтво переміщення, поворотів та розташування власного винищувача з метою отримання вигідної позиції для атаки на інший літак. Маневри повітряного бою включають наступальні та оборонні базові маневри винищувача (BFM), які дозволяють отримати перевагу над повітряним противником.

## Історичний огляд
Під час Першої світової війни військова авіація з'явилася як засіб для виявлення скупчення військ, позицій та переміщень ворожих артилерійських позицій. Ранні повітряні бої полягали в стрілянні авіаторами один на одного з ручної зброї. Перший зареєстрований випадок збиття одного літака іншим відбувся 5 жовтня 1914 року, коли німецький літак Aviatik B.I був збитий вогнем карабіна спостерігача Луї Кено, який перебував на літаку Voisin III, пілотованому французьким сержантом Джозефом Францом (Joseph Frantz). Ця необхідність зупинити розвідку, яку проводила ворожа авіація, швидко призвела до розробки винищувачів — класу літаків, призначених спеціально для знищення інших літаків.
Встановлено, що стаціонарні гармати, спрямовані вперед, були найефективнішим озброєнням для більшості винищувачів часів Першої світової війни, але стріляти ними через обертовий гвинт власного літака майже неможливо без ризику знищити власний літак. Ролана Гарроса, який працював із Morane Saulnier Aéroplanes, був першим, хто знайшов рішення цієї проблеми, додавши сталеві дефлекторні клини до гвинта. Він здійснив три вбивства, але був збитий вогнем з землі та приземлився за німецькими лініями. Ентоні Фоккер осмислив уламки літака і вдосконалив конструкцію, підключивши ударно-спусковий механізм гармати до газорозподілу двигуна, дозволяючи гарматі вести вогонь через гвинт без контакту з гвинтом.
З розвитком технологій нові та молоді авіатори, такі як Макс Іммельманн, Освальд Бельке та Ланое Гокер, почали визначати сферу бою повітря-повітря. Один із найвидатніших «пілотів-асів» Першої світової війни, Манфред фон Ріхтгофен (Червоний барон), писав у своїй книзі «Червоний пілот винищувача»: «Найбільше в повітряних боях полягає в тому, що вирішальним фактором є не хитрість польоту, але особисті здібності та енергія льотчика. Літаюча людина може крутити петлю і виконувати всі можливі трюки, але все ж не зможе збити жодного ворога».
Незабаром пілоти винищувачів навчилися ефективно маневрувати за спинами ворожих літаків, уникаючи вогневої загрози від їхніх гармат, що відомо як «потрапляння на шість годин» або на «хвіст» ворога, а також інші терміни, що вживаються в авіаційних кругах. Освальд Белке, німецький ас винищувача періоду Першої світової війни, був першим, хто опублікував основні правила повітряного бою в 1916 році, відомі як Dicta Boelcke. Він рекомендував пілотам атакувати з напрямку сонця (де пілот, що захищався, не міг бачити) або літати на вищій висоті за ворогом. Більшість цих правил є цінними й сьогодні, через століття з тих пір.
Сучасні повітряні бої відрізняються від минулих часів значною складністю. Застосування ракет «повітря-повітря», радарів та автоматичних гармат з високою скорострільністю на сучасних винищувачах стало загальним явищем. Виникли нові типи маневрів, спрямованих на зняття радіолокаційного блокування, такі як «утримання ворога на 3 або 9 годині», що полягає в мінімізації доплерівської сигнатури власного літака, або вичерпання кінетичної енергії наближаючої ракети шляхом зміни курсу літака з боку на бік, тим самим змушуючи ракету, яка намагається випередити ціль, робити різкі повороти і летіти довший шлях. Проте, бойові дії на близькій дистанції за допомогою інфрачервоних керованих ракет і авіаційних гармат все ще підкоряються загальним правилам, встановленим в небі над Європою на початку 20 століття: уникайте потрапляння на «шість годин» ворожого літака, намагаючись при цьому потрапити на його «шість годин».
Тактика ведення бою на близьких дистанціях суттєво різниться залежно від типу літака, що використовується, і кількості літаків, які беруть участь.

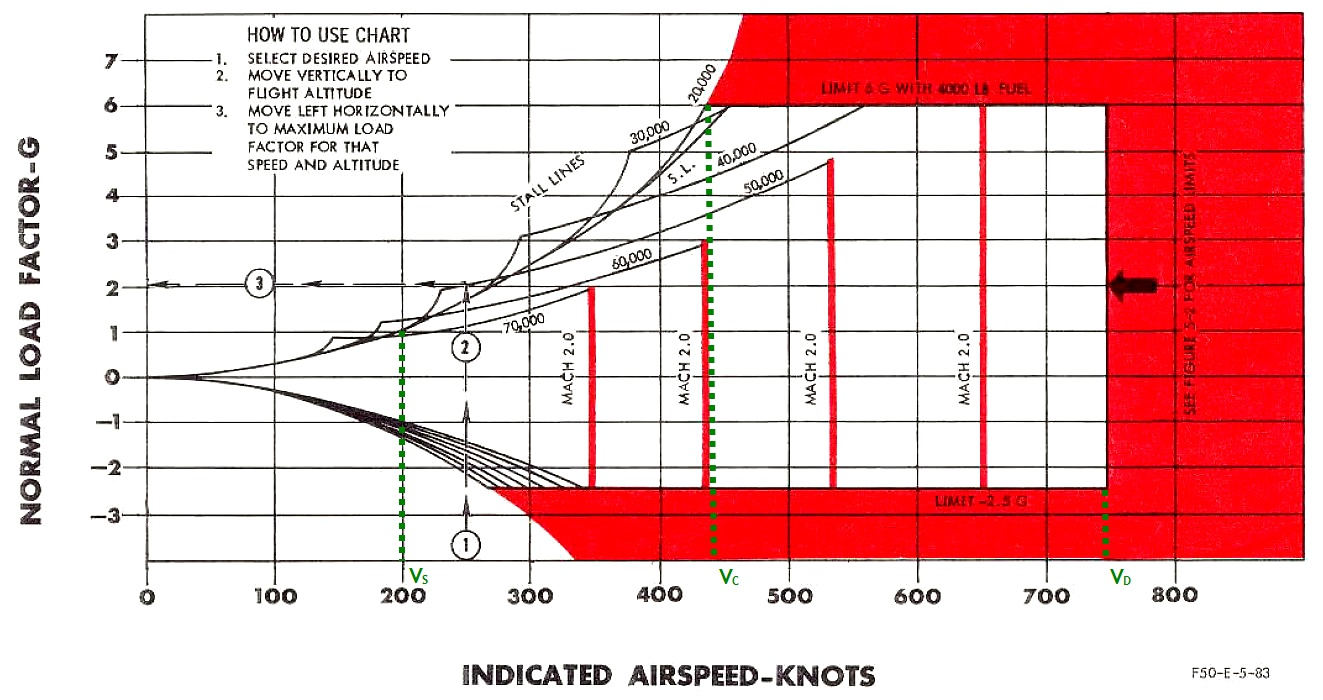
Діаграма польоту, що показує V_{S} (швидкість звалювання при 1 g), V_{C} (швидкість повороту) і V_{D} (швидкість занурення)

При плануванні входу в повітря, пілот повинен пам'ятати про п'ять різних аспектів, зокрема про те, щоб бути уважним до рухів та положення суперника. У Південно-Східній Азії понад 85 % вбивств пов'язані з тим, що нападник не помічений застрілює захисника. Також важливо враховувати технічні обмеження винищувачів, як-от співвідношення тяги до ваги, навантаження на крило та «кутову швидкість» (максимальну або мінімальну швидкість, при якій літак має найкращі характеристики повороту). Також важливо враховувати змінні обмеження, такі як радіус повороту, швидкість повороту та енергію літака. Необхідно швидко оцінювати положення власного літака, зокрема напрямок, кут відносно хвоста (кут між траєкторіями польоту) та швидкість наближення. Крім того, пілот повинен знати місце знаходження ведучого літака та підтримувати ефективний зв'язок.
Пілот, під час повітряного бою, використовує розраховані маневри, щоб ефективно керувати енергією свого літального апарата. Він балансує між потенційною енергією (висотою) та кінетичною енергією (повітряною швидкістю), щоб підтримувати оптимальне співвідношення енергії до ваги літака, так звану «питому енергію». Наприклад, маневр «низьке йо-йо» дозволяє пілоту змінювати висоту на швидкість, наближаючись до ворога та зменшуючи радіус повороту. З іншого боку, маневр «високе йо-йо» дозволяє пілоту змінювати швидкість на висоту, «зберігаючи енергію» в «банку висоти», що дозволяє зберегти відстань до швидкого ворога.
Нападник має три можливі стратегії переслідування ворога, кожна з яких має вирішальне значення під час погоні. «Відставання від переслідування» відбувається тоді, коли передня частина літака нападника спрямована на хвіст ворога. Цей метод дозволяє нападникові зберегти відстань між ними без перевищення швидкості. «Переслідування в повороті» відбувається, коли нападник націлює свій ніс перед ворогом. Цей метод використовується для зменшення відстані між літаками і також під час вогнепальної атаки, коли потрібно вести вогонь не на місце, де ворог знаходиться зараз, а на місце, де він буде після того, як кулі досягнуть його. «Чисте переслідування» відбувається, коли нападник націлює свій ніс безпосередньо на ворога. Це момент, коли найбільше випускаються ракети, і це положення важко утримувати. Ці стратегії також відомі як «криві переслідування».

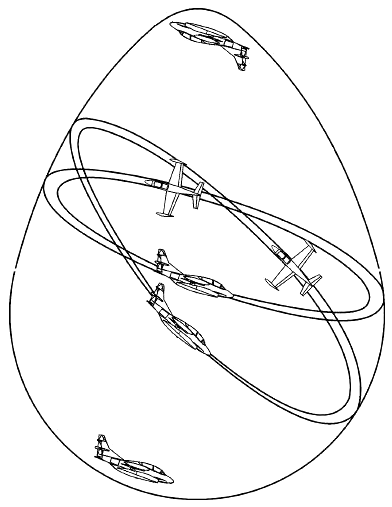
Тактичне яйце демонструє вплив сили тяжіння на маневрування

В повітряному бою, битва в поворотах може відбуватися в безлічі геометричних площин. Пілотам рекомендується уникати маневрів у прямих вертикальних або горизонтальних площинах, і замість цього використовувати необмежену кількість похилих площин, які важче відслідковувати ворогові. Цей набір безлічі площин навколо фіксованої точки, де повертається літак, називається «стійкою і бульбашкою». Винищувач, який може залишатися в міжлітаковому просторі між літаком та його уявним шляхом, не може бути атакований цим літаком. Однак уявна «бульбашка» може деформуватися під дією сили тяжіння, що робить повороти більш щільними та повільними у верхній частині, а ширшими та швидшими внизу, і її іноді називають «тактичним яйцем».
Захисник також може використовувати маневри, що використовує нападаючий, для ухилення від атаки або отримання тактичної переваги. Крім того, для керування літальним апаратом можуть використовуватися різні компоненти, такі як повороти, опори, підйом і вектори тяги. Ключовим аспектом у будь-якому повітряному бою є так званий «розрив носа і хвоста». Для того, щоб відкрити вогонь зі зброї, нападаючий повинен мати можливість тримати свій літак достатньо далеко від хвоста захисника, щоб забезпечити точний приціл і уникнути відповідної вогневої відповіді. Захисник також може застосовувати різні маневри, щоб викликати відповідь від нападаючого, спробуючи таким чином змінити свою роль на роль атакуючого.

## Приклад маневрування

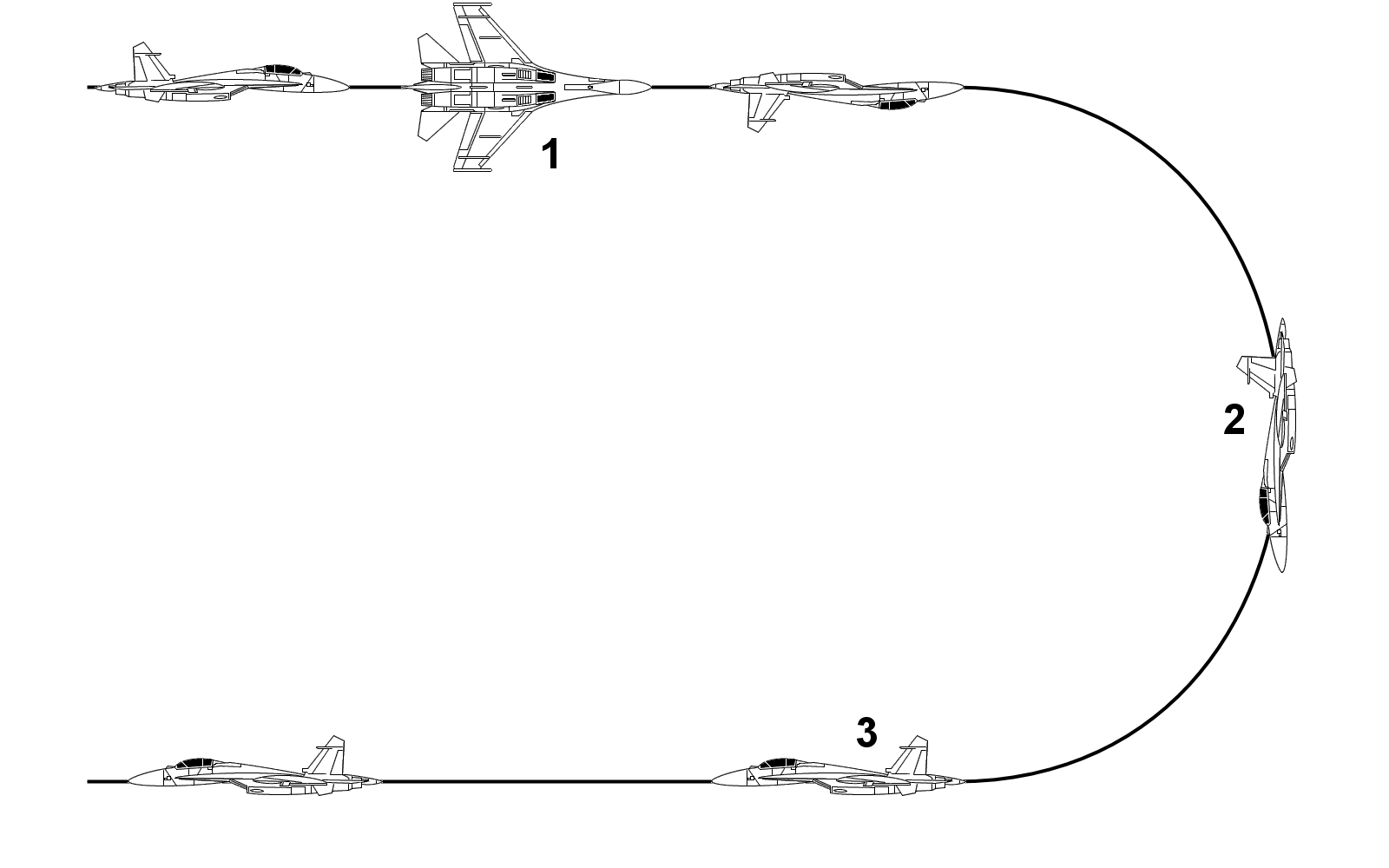
Схематичний вигляд розколу S:

1. 180° roll
2. Half loop
3. Exit level

### Основні

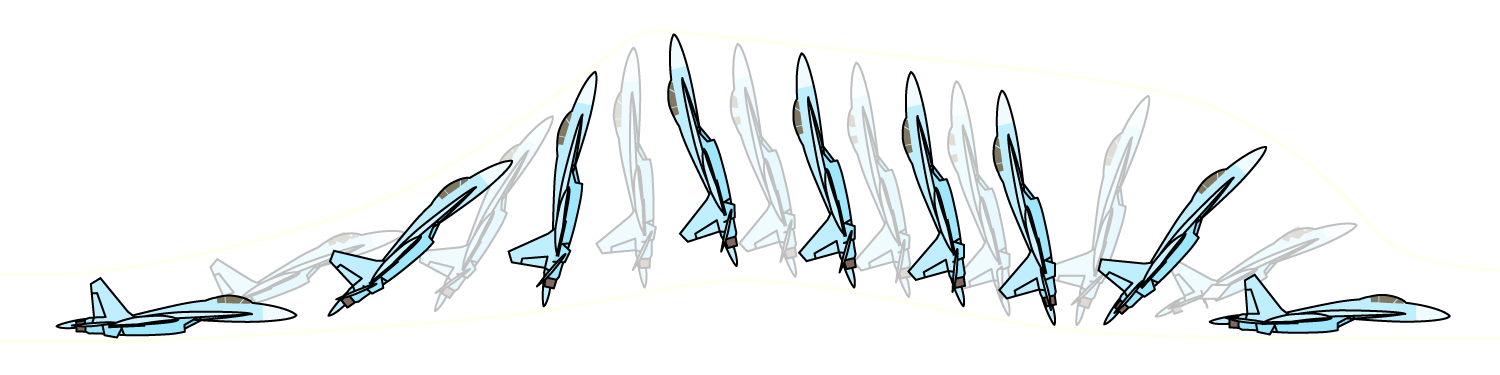
Маневр «Кобра» у виконанні Су-27 «Фланкер».

- Бойове поширення
- Пітчбек
- Bell Tailslide
- Спліт С
- Поворот Іммельмана
- Thach Weave
- Ножиці
- Шандель

### Комплекс
- Високе йо-йо
- Низьке йо-йо
- Крен зі зміщенням затримки (крен бочки з високим перевантаженням)
- Маневр Кобри
- Поворот Кобри
- Кульбит
- Маневр Гербста
- Хінері-комі